# OpenSolaris
OpenSolaris (/ˈoʊpən sɵˈlɑrɪs/) é um projeto criado pela antiga Sun Microsystems, que atualmente é uma subsidiária da Oracle para criar uma comunidade de desenvolvedores em volta do sistema operacional Solaris.
Após a aquisição da Sun Microsystems, a Oracle decidiu descontinuar o desenvolvimento aberto do software núcleo, e substituiu o modelo de distribuição do OpenSolaris com o proprietário Solaris Express.
Antes da Oracle, movimentação do desenvolvimento do núcleo "a portas fechadas", um grupo de ex-desenvolvedores OpenSolaris decidiu "fork" o software mais importante sob o nome OpenIndiana. O projeto, uma parte do Illumos Foundation, pretende continuar o desenvolvimento e distribuição da base de código OpenSolaris.
OpenSolaris é um descendente do UNIX System V Release 4 (SVR4) base de código desenvolvido pela Sun e AT&T no final de 1980. É a única versão da variante do UNIX System V disponível como open source. OpenSolaris é desenvolvido como uma combinação de várias consolidações de software aberto que foram subsequentes após  Solaris 10. Ele inclui uma variedade de software livre, incluindo populares de desktop e servidor de software. Na sexta-feira 13 de agosto de 2010, os detalhes começaram a surgir relativos à reestruturação do projeto OpenSolaris, o lançamento pendente da futura nova versão comercial do Solaris, Solaris 11, e como aberto interações com a comunidade de origem estão sendo ajustados.

## História
O planejamento do OpenSolaris começou no início de 2004. A abertura do código fonte do Solaris foi um processo gradual. O OpenSolaris ainda possui código não aberto que estão disponíveis somente em binário. Solaris é uma versão do UNIX System V Release 4 (SVR4), desenvolvido em conjunto pela Sun e AT&T para fundir elementos de vários sistemas Unix existentes. Ela foi licenciada pela Sun de Novell para substituir SunOS.
Planejamento para OpenSolaris começou no início de 2004. Um programa piloto foi formado em setembro de 2004 com 18 membros não-Sun comunidade e correu para 9 meses de crescimento para 145 participantes externos. A Sun apresentou a CDDL (Common Development e Distribution License) para a OSI , que o aprovou em 14 de janeiro de 2005.
A primeira parte da base de código do Solaris para ser de código aberto foi o Solaris Dynamic Tracing instalação (comumente conhecido como DTrace), uma ferramenta que auxilia na análise, depuração e ajuste de aplicações e sistemas. DTrace foi liberado sob a CDDL em 25 de janeiro de 2005 no site opensolaris.org recém-lançado. A maior parte do código do sistema Solaris foi lançado em 14 de junho de 2005. Resta algum código do sistema que não é open source, e está disponível apenas como pré-compilados  arquivos binários.
Para dirigir o projeto recém-desenvolvido, um Conselho Comunitário foi anunciada em 04 de abril de 2005: dois foram eleitos pela comunidade piloto, dois funcionários designados pela Sun, e um deles foi nomeado a partir da mais ampla comunidade de software livre pelo dom. Os membros eram Roy Fielding , Al Hopper, Rich Teer, Casper Dik, e Simon Phipps. Em 10 de fevereiro 2006 Sun aprovou A Carta OpenSolaris, que restabeleceu este órgão como o Conselho de Administração independente OpenSolaris. A tarefa de criar um documento de governança ou "constituição" para esta organização foi dada ao OGB e três membros convidados: Stephen Hahn e Keith Wesolowski (desenvolvedores do Solaris da organização Sun) e Ben Rockwood (um membro proeminente da comunidade OpenSolaris).
Inicialmente, Sun Solaris Express programa proporcionou uma distribuição baseada no código do OpenSolaris em combinação com software encontrado apenas em versões do Solaris. A primeira distribuição independente foi lançado em 17 de junho de 2005, e muitos outros surgiram desde então.
Em 19 de março de 2007, a Sun anunciou que tinha contratado Ian Murdock, fundador do Debian, para chefiar Projeto Indiana, um esforço para produzir uma distribuição completa do OpenSolaris, com GNOME e userland de ferramentas GNU, além de uma rede baseada em sistema gestor de pacotes. A nova distribuição foi planejada para atualizar a experiência do usuário, e se tornaria o sucessor do Solaris Express como base para futuras versões do Solaris.
Em 5 de maio de 2008, OpenSolaris 2008.05 foi lançado em um formato que pudesse ser iniciado como um Live CD ou instalado diretamente. Ele usa o GNOME como ambiente desktop a interface do usuário principal. Quanto mais tarde o OpenSolaris 2008.11 liberação incluiu uma interface gráfica para o ZFS capacidades de snapshotting, conhecido como Time Slider, que oferece funcionalidade similar ao Mac OS X Time Machine.
Em dezembro de 2008, Sun Microsystems e Toshiba America Information Systems anunciou planos para distribuir laptops Toshiba pré-instalado com o OpenSolaris. Em 01 de abril de 2009, o Tecra M10 e Portégé R600 veio pré-instalado com OpenSolaris 2008.11 libertação e vários suplementar pacotes de software.
Em 1 de junho de 2009, OpenSolaris 2009.06 foi lançado, com suporte para a plataforma SPARC.
Em 6 de janeiro de 2010, foi anunciado que o programa Express Solaris seria fechado enquanto uma versão binária do OpenSolaris foi programado para ser lançado 26 de março de 2010. A versão do OpenSolaris 2010.03 nunca apareceu.
Em 13 de agosto de 2010, a Oracle foi rumores de que teria interrompido a distribuição binária do OpenSolaris para focar o programa de distribuição do Solaris Express binário. O código-fonte continuaria a ser aceito pela comunidade e código fonte a Oracle continuará a ser lançado em Open Source, mas versões do Oracle código poderia ocorrer somente após versões binárias. E-mail interno foi liberado por um desenvolvedor do kernel do OpenSolaris, mas foi confirmado pela Oracle.
Havia um post confirmando o vazamento enviada para o Fórum OpenSolaris em 13 de agosto de 2010. Contribuições a montante continuará através de um novo site web da Oracle, a publicação de código fonte a jusante continuará, distribuição binária continuará sob o modelo antigo Solaris Express, mas a liberação do código-fonte ocorrerá após cortes binários, e os cortes binários vão se tornar menos freqüentes.
Em 14 de setembro de 2010, OpenIndiana foi formalmente lançado no JISC Centre, em Londres. Enquanto OpenIndiana é um fok, no sentido técnico, é uma continuação do OpenSolaris em espírito: o projeto pretende entregar um System V sistema operacional da família que é binário-compatível com os produtos Oracle Solaris 11 e 11 do Solaris Express. No entanto, ao invés de ser baseada em torno da consolidação OS/Net como OpenSolaris era, OpenIndiana se tornará uma distribuição construída em torno do kernel Illumos (a primeira versão ainda está em torno de OS/Net). O projeto usa o mesmo sistema de gerenciamento de pacotes IPS como OpenSolaris.
Em 12 de novembro de 2010, uma versão final do OpenSolaris (134b) foi publicado pela Oracle para o repositório/release para servir como um caminho de atualização para Solaris 11 Express.
Oracle Solaris 11 Express 2010.11, uma prévia do Solaris 11 e da primeira versão da distribuição pós-OpenSolaris da Oracle, foi lançado em 15 de novembro de 2010.

## Modelo de Lançamento

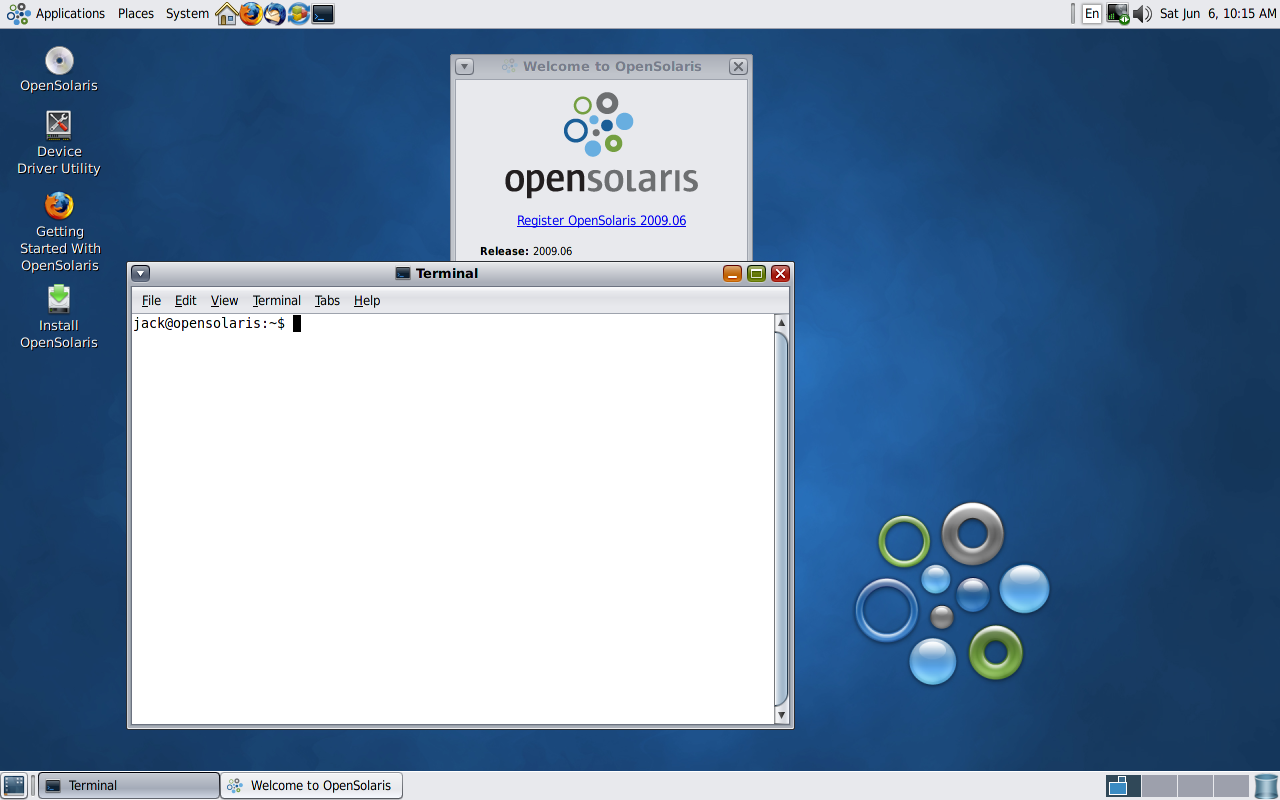
OpenSolaris 2009.06 x86 LiveCD GNOME com terminal.

OpenSolaris é oferecido tanto como desenvolvimento (instável) e produção (estável) releases.
- Versões de desenvolvimento são construídos a partir da base de código mais recente OpenSolaris (consolidações) e incluem novas tecnologias, atualizações de segurança e correções de bugs, e mais aplicativos, mas pode não ter sofrido extensos testes.
- Versões de produção são ramificadas a partir de um instantâneo da base de código de desenvolvimento (na sequência de um code freeze) e passam por uma QA processo que inclui backporting atualizações de segurança e correções de bugs.

OpenSolaris pode ser instalado a partir de CD-ROM, USB drives, ou através de uma rede com o instalador automático. CD, USB, e imagens de instalação de rede estão disponíveis para ambos os tipos de lançamentos.

### Repositórios
OpenSolaris usa uma rede-aware sistema gestor de pacotes chamado Image Packaging System (também conhecido como pkg (5)) para adicionar, remover e gerenciar o software instalado e fazer a atualização para versões mais recentes.
Os pacotes para versões de desenvolvimento do OpenSolaris são publicados pela Oracle normalmente a cada duas semanas para o repositório /dev. lançamentos de Produção usar o repositório /release que não recebe atualizações até a versão de produção seguinte. Apenas os clientes da Sun com contratos de suporte pagos têm acesso a atualizações de versões de produção.
Suporte pago para as versões de produção que permite o acesso a atualizações de segurança e correções de bugs é oferecido pela Sun através do repositório / suporte em pkg.sun.com.

## Licença
A Sun lança a maior parte do código fonte do Solaris sobre a CDDL (Common Development and Distribution License), que é incompatível com a GNU GPL, mas é uma licença considerada livre pela OSI (Open Source Initiative).

## Note
- Foxwell, Harry; Tran, Christine (22 de Abril de 2009). Pro OpenSolaris First ed. [S.l.]: Apress. 280 páginas. ISBN 1-4302-1891-6. Consultado em 8 de agosto de 2012. Arquivado do original em 18 de fevereiro de 2012
- Solter, Nicholas A.; Jelinek, Jerry; Miner, David (12 de Fevereiro de 2009). OpenSolaris Bible First ed. [S.l.]: Wiley. 1008 páginas. ISBN 0-470-38548-0. Consultado em 8 de agosto de 2012. Arquivado do original em 22 de maio de 2010